# Harley-Davidson Hummer
La Hummer era una motocicletta prodotta dalla Harley-Davidson dal 1955 al 1959. Il nome Hummer veniva usato per riferirsi in maniera generica a qualsiasi motocicletta monocilindrica con motore a due tempi prodotta dalla Harley tra il 1948 e il 1966. Queste moto si basavano sulla DKW RT125 i cui progetti furono portati dalla Germania come riparazione di guerra dopo la fine della seconda guerra mondiale. I progetti della RT125 furono impiegati anche in Gran Bretagna e in Unione Sovietica dove vennero prodotte la BSA Bantam e la MMZ M-1A, conosciuta poi come Minsk.

## Modello 125 (1948–1952)
Il Model 125 o S-125 venne introdotto dalla Harley -Davidson nel 1947 come modello 1948. Il motore monocilindrico da 125 cm³ produceva 3 hp ed aveva una trasmissione a tre marce con cambio a pedale. La sospensione anteriore era una forcella che utilizzava delle grandi strisce di gomma. Più di 1.000 esemplari della 125 vennero venduti durante il primo anno di produzione. La sospensione anteriore con strisce di gomma venne sostituita nel 1951 da una telescopica che veniva chiamata Tele-Glide.

## Modello 165 (1953–1959)
La Model 165 sostituì la Model 125 nel 1953. La cilindrata del motore venne portata a 165 cm³.

## Hummer (1955–1959)
La Hummer venne aggiunta ai modelli Harley-Davidson nel 1955. Era un modello con finiture di base ridesignato B-Model dotato del vecchio motore da 125 cm³. Il suo nome le fu dato dopo che Dean Hummer, un venditore Harley di Omaha, Nebraska, condusse la classifica delle vendite delle moto due tempi della Casa statunitense. La Hummer era di base come poteva esserlo una moto. Aveva l'accensione a magnete e veniva venduta senza batteria, clacson, frecce o luce di stop.

## Super 10 (1960–1961)
La Model 165 e la Hummer furono sostituite dalla Super 10 nel 1960. La Super 10 montava il motore da 165 cm³, nella forma B-Model, che in precedenza era usato, con cilindrata di 125 cm³, sulla Hummer.

## Ranger (1962)
La Ranger era una motocicletta da fuoristrada prodotta dalla Harley-Davidson. Aveva una trasmissione finale con rapporto 7.0:1, con 12 denti sul pignone e 84 sulla corona, e non aveva impianto luci e parafango anteriore. Si ritiene che venne costruita per utilizzare lo stock di motori da 165 cm³ che non potevano essere utilizzati su altri modelli.

## Pacer (1962–1965)
La Pacer fu il modello con il quale venne sostituita la Super-10. Usava il motore B-model portato a 175 cm³. Nel 1963, dopo un anno di produzione, il telaio della Pacer venne estesamente modificato. Il nuovo telaio incorporava una sospensione posteriore con un braccio a forma di L che azionava una molla montata in orizzontale sotto al motore. La sella e il parafango posteriore erano sostenute da un telaietto imbullonato al telaio principale

## Scat (1962–1965)
La Scat era una motocicletta a doppio impiego derivata dalla Pacer. Aveva un parafango anteriore montato in alto, manubrio alto, molle che sostenevano la sella, un tubo di scarico in stile Scrambler e ruote artigliate che potevano essere usate anche su strada. Il rapporto finale di riduzione estremamente basso della Ranger era disponibile come optional sulla Scat. La Scat ricevette nel 1963 il nuovo telaio della Pacer.

## Bobcat (1966)
La Bobcat fu l'ultimo modello della Harley basato sulla RT125 ed era disponibile solo nel 1966, l'unico anno nel quale venne prodotta. Si basava sul telaio della Pacer del 1963-1965 ed aveva un singolo pezzo realizzato in resina ABS che copriva il serbatoio e la ruota posteriore oltre a sostenere la sella. Fu l'unica Harley da 125 cm³ che aveva la sella biposto di serie.